# Epiphragma (Epiphragma) perocellatum
Epiphragma (Epiphragma) perocellatum is een tweevleugelige uit de familie steltmuggen (Limoniidae). De soort komt voor in het Oriëntaals gebied.